# Artemis
Artemis (řecky Ἄρτεμις) v bájesloví dcera Dia a Létó; jejím bratrem je bůh Apollón, který se s ní narodil jako dvojče. Artemis je bohyně lovu a bohyně Měsíce. Proto je často zobrazovaná s lukem. Je ochránkyní lesů a divoké zvěře. Římskou obdobou Artemidy je bohyně Diana.

## Artemis
Artemis se narodila o jeden den dříve a pomáhala své matce při bratrově porodu; proto byla tato bohyně pokládána za panenskou ochránkyni matek, Artemis Eileithyia. Dokázala se lehce urazit, ale byla výjimečně krásná; nosila luk a šípy. Mohla stejně jako její bratr Apollón rozdávat smrtelníkům náhlou smrt nebo nemoc, avšak stejně mohla i nemocné uzdravovat. Podle jedné báje si bohyně ve svých třiceti letech vyprosila od otce Dia dary pro svůj osud: věčné panenství, luk a šípy, které by byly stejné jako zbraně jejího bratra, družinu mořských nymf a družinu říčních ryb, které by pečovaly o její oděv a vzrušení, když nebude lovit; přála si mít šafránový, rudě lemovaný lovecký oděv.
Artemis je bohyní Měsíce a měsíčního svitu.
Artemis je tak krásná, že se do ní zamiloval každý bůh. Jednoho dne se bohyně koupala a přišel za ní Akteon. Za trest ho bohyně proměnila v jelena a poštvala na něj jeho vlastní psy. Později se sama zamilovala do Oriona. Její bratr Apollón ji pak vyzval na souboj, kde měla sestřelit bod. Nevěděla, že ten bod je Orion, a tak ho vlastní rukou zastřelila. Ubohá Artemis vhodila jeho tělo na nebesa a tak vzniklo souhvězdí Oriona. To je ale jenom jedna ze spousty pověstí...

## Artemis v literatuře
Bohyně Artemis v sérii o Percym Jacksonovi
Artemis má svoje společnice, dívky, kterým říká Strážkyně (Lovkyně). Jsou to dívky ve věku 10-16 let, které se s ní vydávají na dobrodružství. Od bohyně mají slíbenou věčnou nesmrtelnost, pokud zahynou v boji a také to, že nikdy nedospějí, ale budou pořád stejné. Musely se jí zaslíbit a přísahat, že se vyvarují společenství chlapců a budou navždy pannami. Pokud přijedou do Tábora Polokrevných, mohou bydlet ve srubu bohyně Artemis, protože nemá žádné děti. Mezi lovkyně se přidala Bianca di Angelo, dcera Háda, která ani nevěděla, že je dítě z Velké trojky, nebo třeba Thalia, Diova dcera, a také  Zoë Večernice.
Trávila hodně času na zemi, aby mohla lovit divokou zvěř.

## Artemis a měsíc
Původně byla bohyní měsíce krásná Selena, ale Římané si nemohli dovolit všechny oběti a tak Selenu a Helia (původního boha slunce) vyškrtli a tuto funkci svěřili Apollónovi a Artemidě.

## Artemidina povaha
Tato bohyně byla velmi urážlivá a vyžadovala patřičnou úctu. Pokud někdo zapomněl na oběť, měl pak velké problémy (mýtus o Meleagrovi). Také její pomsta vychloubačné Niobě byla krutá (spolu se svým bratrem jí zabila dvakrát sedm dětí). I když nutno přiznat že občas se nechala obměkčit omluvou a obětí (Hérakles).